# Micropterus coosae
Micropterus coosae är en art i familjen solabborrfiskar som lever i södra USA.

## Utseende
Micropterus coosae är en förhållandevis slank solabborre med en kropp som är mörkare upptill, och mer silverfärgad mot buken. Längden kan nå upp till 47 cm och vikten till 3,71 kg, även om den vanligtvis är betydligt mindre.. 

## Vanor
Arten lever i strömmande vattendrag, gärna med klippbotten, som bäckar och små till medelstora floder. Födan består framför allt av insekter, men den kan även ta mindre fiskar.

### Fortplantning
Lektiden infaller vid en vattentemperatur mellan 17 och 20 °C, då hanen bygger ett bo på bottnen. I detta kan honan lägga 2 000 – 3 000 ägg, som sedan befruktas och bevakas av hanen.

## Utbredning
Artens ursprungsområde finns i floderna Savannah, Chattahoochee och Mobiles övre vattensystem i gränstrakterna mellan delstaterna North Carolina, South Carolina, Georgia, Tennessee och Alabama. Den har senare spritts ytterligare i alla dessa stater, och även införts som sportfisk till Kentucky, Arkansas, Texas, Kalifornien samt Puerto Rico. Introduktionen har haft växlande resultat; den är troligtvis utdöd i Arkansas, okänd i North Carolina och endast lokalt framgångsrik i Kalifornien. Arten är emellertid fast etablerad i Georgia, Kentucky och Tennessee. även om genpoolen i den senare staten är utspädd till följd av hybridisering med den nära släktingen svartabborre.